# 长尾食蜜鸟属
长尾食蜜鸟属（学名：Promerops）是雀形目长尾食蜜鸟科（学名：Promeropidae）的唯一一属，包含以下2个物种：
- 长尾食蜜鸟 Promerops cafer
- 格氏长尾食蜜鸟 Promerops gurneyi